# Psyllaephagus anna
Psyllaephagus anna är en stekelart som först beskrevs av Girault 1938.  Psyllaephagus anna ingår i släktet Psyllaephagus och familjen sköldlussteklar. Inga underarter finns listade i Catalogue of Life.